# Villa Koli
La Villa Koli est une villa  du quartier de  Matinkylä à Espoo en Finlande,.

## Présentation
Achevée en 1917, la villa est conçue par Wivi Lönn pour le professeur Jaakko Karvonen et son épouse Anna Robina. 
L'édifice de deux étages est construit en rondins. 
La villa, inspirée de l'architecture classique des années 1910, représente l'architecture plus rationnelle et classique qui a prévalu après l'Art Nouveau.
En 1982, la villa Koli est acquise par l'entreprise de construction YIT à des fins de représentation et de formation.
Depuis 1985, la villa Koli est protégée  en vertu de la loi sur la protection des bâtiments. Selon l'ordonnance de conservation, seules sont autorisées les réparations  préservant l'apparence du bâtiment. Les réparations doivent être préalablement approuvées par la Direction des musées de Finlande.